# Дисен-Штризов
Дисен-Штризов или Дешно-Стрјазо (њем. Dissen-Striesow, длсрп. Dešno-Strjazow) општина је у њемачкој савезној држави Бранденбург. Једно је од 30 општинских средишта округа Шпре-Најсе. Према процјени из 2010. у општини је живјело 1.042 становника. Посједује регионалну шифру (AGS) 12071041.

## Географски и демографски подаци
Дисен-Штризов или Дешно-Стрјазо се налази у савезној држави Бранденбург у округу Шпре-Најсе. Општина се налази на надморској висини од 58 метара. Површина општине износи 19,7 km². У самом мјесту је, према процјени из 2010. године, живјело 1.042 становника. Просјечна густина становништва износи 53 становника/km².